# Cylindrepomus nigrofasciatus
Cylindrepomus nigrofasciatus là một loài bọ cánh cứng trong họ Cerambycidae.